# Standard Telecommunication Laboratories
Standard Telecommunication Laboratories — британский исследовательский центр компании стандартных телефонов и кабелей (STC). Первоначально базировался в Энфилде, Северный Лондон, затем переехал в Харлоу в 1959 году. В это время STC была частью ITT .
В настоящее время признан местом рождения волоконно-оптических коммуникаций, поскольку именно здесь сэр Чарльз К. Као, Джордж Хокхэм и другие впервые применили одномодовое оптическое волокно, изготовленное из кварцевого стекла с низкими потерями сигнала. В 2009 году Чарльз Као был удостоен Нобелевской премии по физике 2009 года за новаторскую связь по оптоволокну.